# Скотт, Генри Луис
Генри Луис Скотт (англ. Henry Louis Scott, 16 ноября 1889, Патерсон, Нью-Джерси — июнь 1960) — американский легкоатлет, олимпийский чемпион.
Генри Луис Скотт родился в 1889 году в Патерсоне, штат Нью-Джерси). В 1912 году на Олимпийских играх в Стокгольме завоевал золотую медаль в командном забеге на 3000 метров. В кроссе стал 24-м в личном зачёте; в беге на 5000 метров 8 место[уточнить] (результат неизвестен; выиграл свой полуфинал со временем 15.23,5) и не финишировал на 10 000 метров.